# Ohio History Connection
Ohio History Connection, antes chamada de The Ohio State Archaeological and Historical Society e Ohio Historical Society, é uma organização sem fins lucrativos criada em 1885. Com sede no Ohio History Center em Columbus, Ohio, a Ohio History Connection fornece serviços para preservar e compartilhar a história do estado americano de Ohio, incluindo sua pré-história, e administra mais de 50 museus e locais em todo o estado. Uma iteração inicial da organização foi fundada pelo Brigadeiro-General Roeliff Brinkerhoff em 1875. Ao longo de sua história, a organização mudou seu nome duas vezes, com a primeira ocorrendo em 1954, quando o nome foi encurtado para Ohio Historical Society. Em 2014, foi alterado novamente para Ohio History Connection, no que os membros acreditavam ser uma representação mais moderna e acolhedora da imagem da organização.

## Centro de História de Ohio

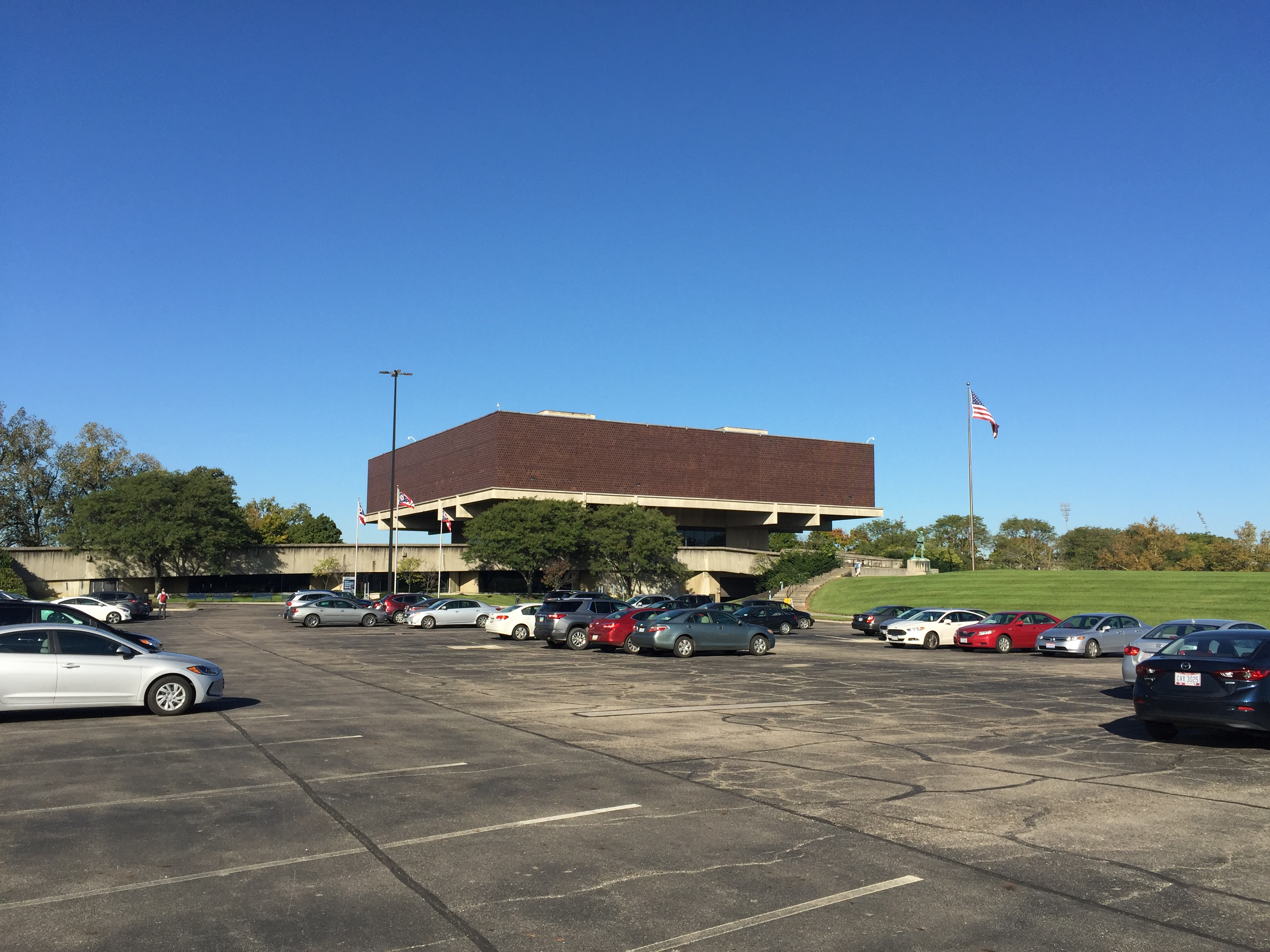
O Ohio History Center em Columbus, Ohio.

A Ohio History Connection opera dezenas de locais históricos estaduais em Ohio. Sua sede é o Ohio History Center, que ocupa uma área de 23 mil metros quadrados em Columbus, Ohio, com uma estrutura de concreto brutalista.Extensas exposições cobrem a história de Ohio desde a Idade do Gelo até o presente. O Centro inclui arquivos estaduais e espaços de biblioteca, uma loja de presentes e instalações administrativas e educacionais. O Guia Smithsonian para a América Histórica de 1989 descreveu o centro como "provavelmente o melhor museu da América dedicado à história pré-europeia".
A primeira sede permanente da sociedade foi no Sullivant Hall, no campus da Universidade Estadual de Ohio. A sociedade operou um museu e uma biblioteca lá. Mais tarde, os arquivos foram transferidos para a Antiga Mansão do Governador na Broad Street. Em 1965, os eleitores aprovaram um título para a construção de uma nova estrutura. W. Byron Ireland projetou um edifício brutalista com estruturas de concreto protendido, permitindo um projeto em balanço . O edifício permanece praticamente como foi construído, incluindo o uso externo de telhas de silo feitas em Ohio.